# تپی آریتا
تپی آریتا (انگلیسی: Teppei Arita؛ زادهٔ ۳ فوریهٔ ۱۹۷۱) بازیگر اهل ژاپن است.
از فیلم‌هایی که او در آن نقش داشته است، می‌توان به فیلم پیناتس (فیلم ۲۰۰۶) اشاره کرد.